# 三菱石炭鉱業大夕張鉄道キ100形式キ1形貨車

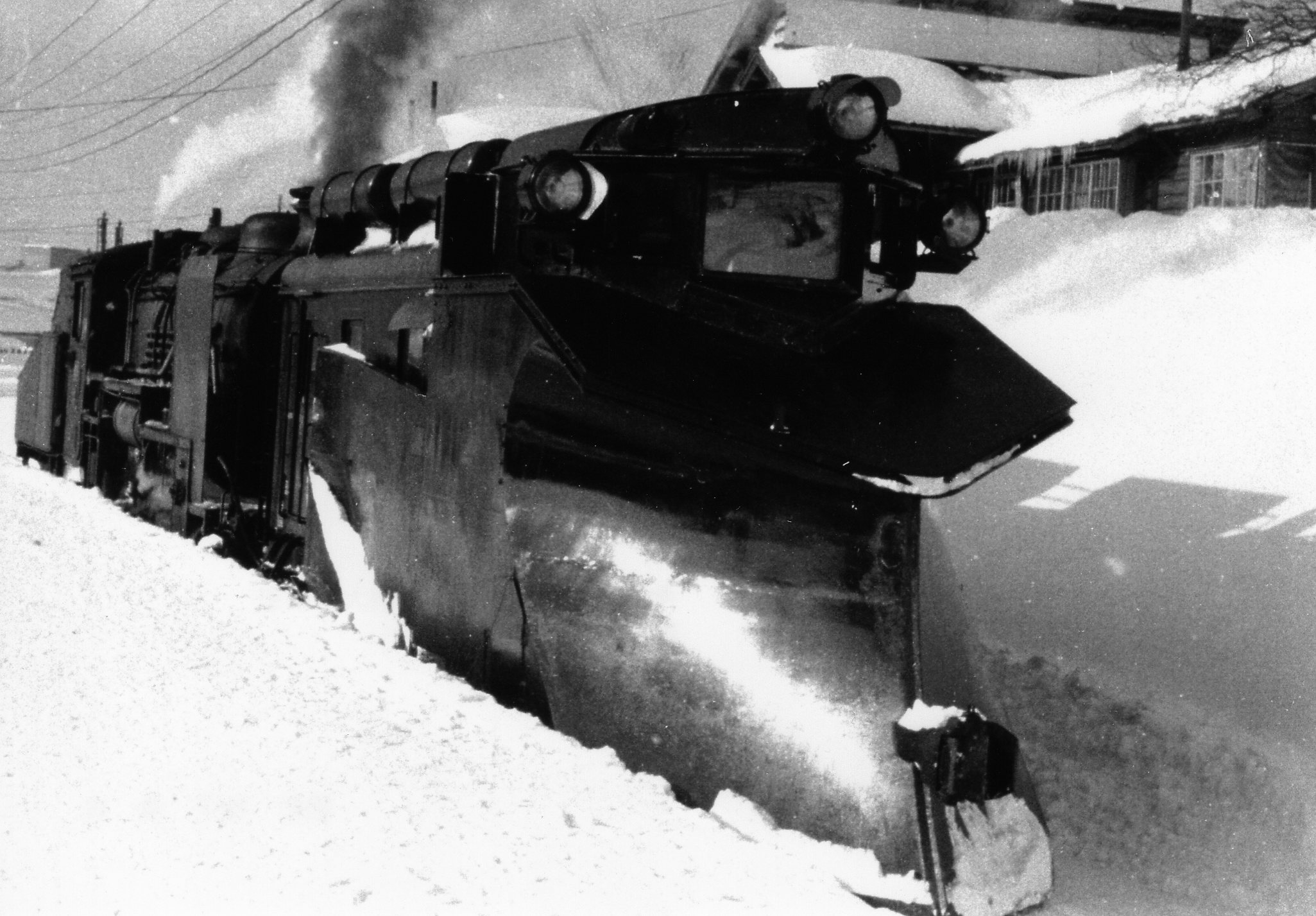
南大夕張駅の排雪列車の先頭に立つキ1/1956年

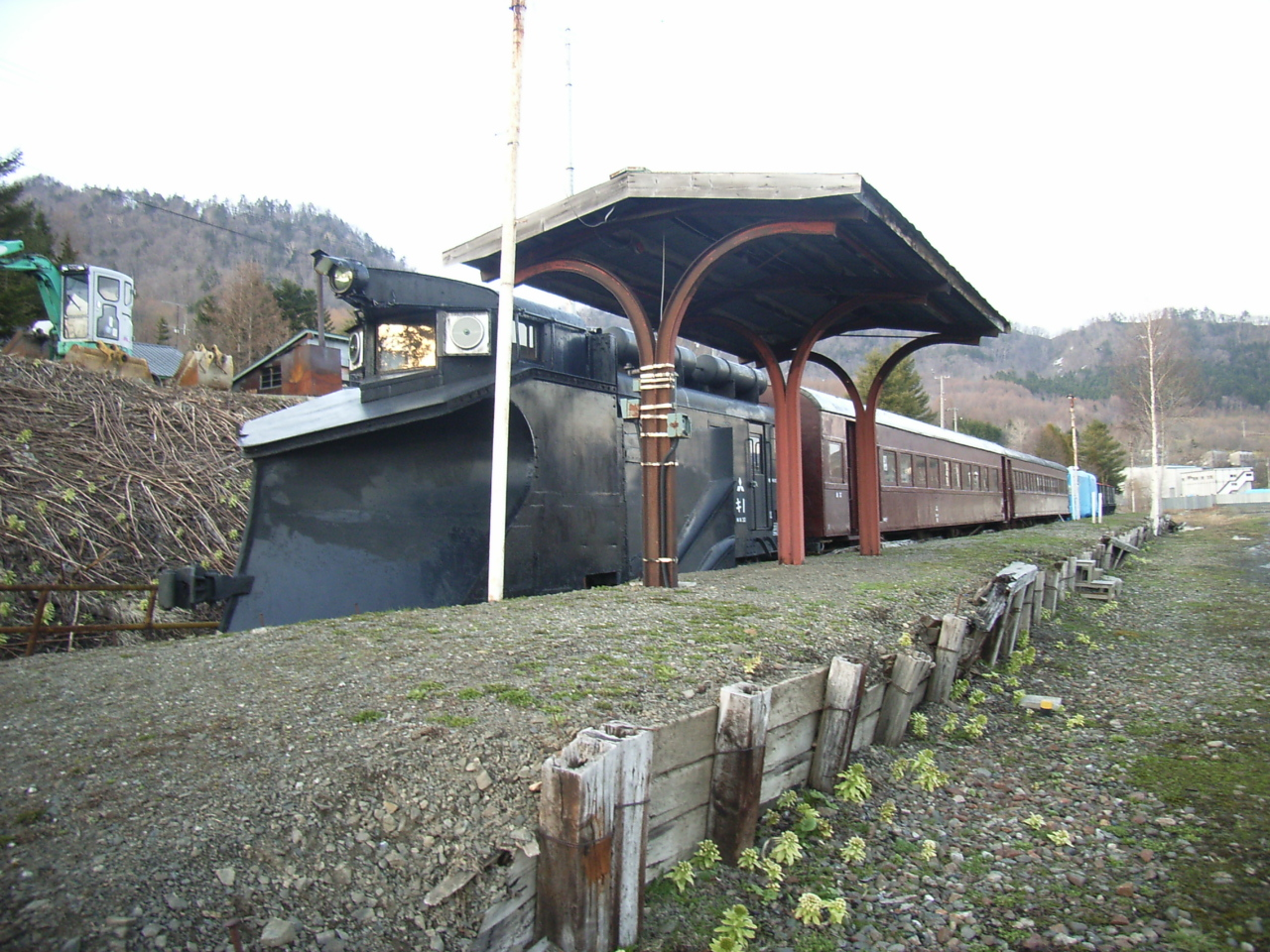
キ1やスハニ6等の保存車両/南大夕張駅跡

三菱石炭鉱業大夕張鉄道キ100形式キ1（みつびしせきたんこうぎょうおおゆうばりてつどうキ100けいしきキ1）は、かつて三菱石炭鉱業大夕張鉄道線で使用されていた事業用貨車（ラッセル式雪かき車）である。

## 概要
1940年（昭和15年）苗穂工場製造。三菱鉱業が国鉄キ100形に準じ雪かき車を新製したもので、自重28.2t。冬季の路線確保に活躍した。

## 主要諸元
- 最大寸法：全長11388mm、全幅2522mm、全高3985mm
- 自重：28.2t

## 現状
1987年（昭和62年）の廃車後、南大夕張駅跡に置かれスハニ6などと共に夕張市に寄贈されたが、管理もされずに荒廃状態にあった。1999年（平成11年）に三菱大夕張鉄道保存会が発足し、修復・整備されイベントなどではライトの点灯、汽笛の吹鳴なども行われている。また、「空知の炭鉱関連施設と生活文化」として2001年（平成13年）に北海道遺産として指定されたのに加え、2007年（平成19年）11月30日には経済産業省より近代化産業遺産として認定された。